# Industria Republicii Moldova

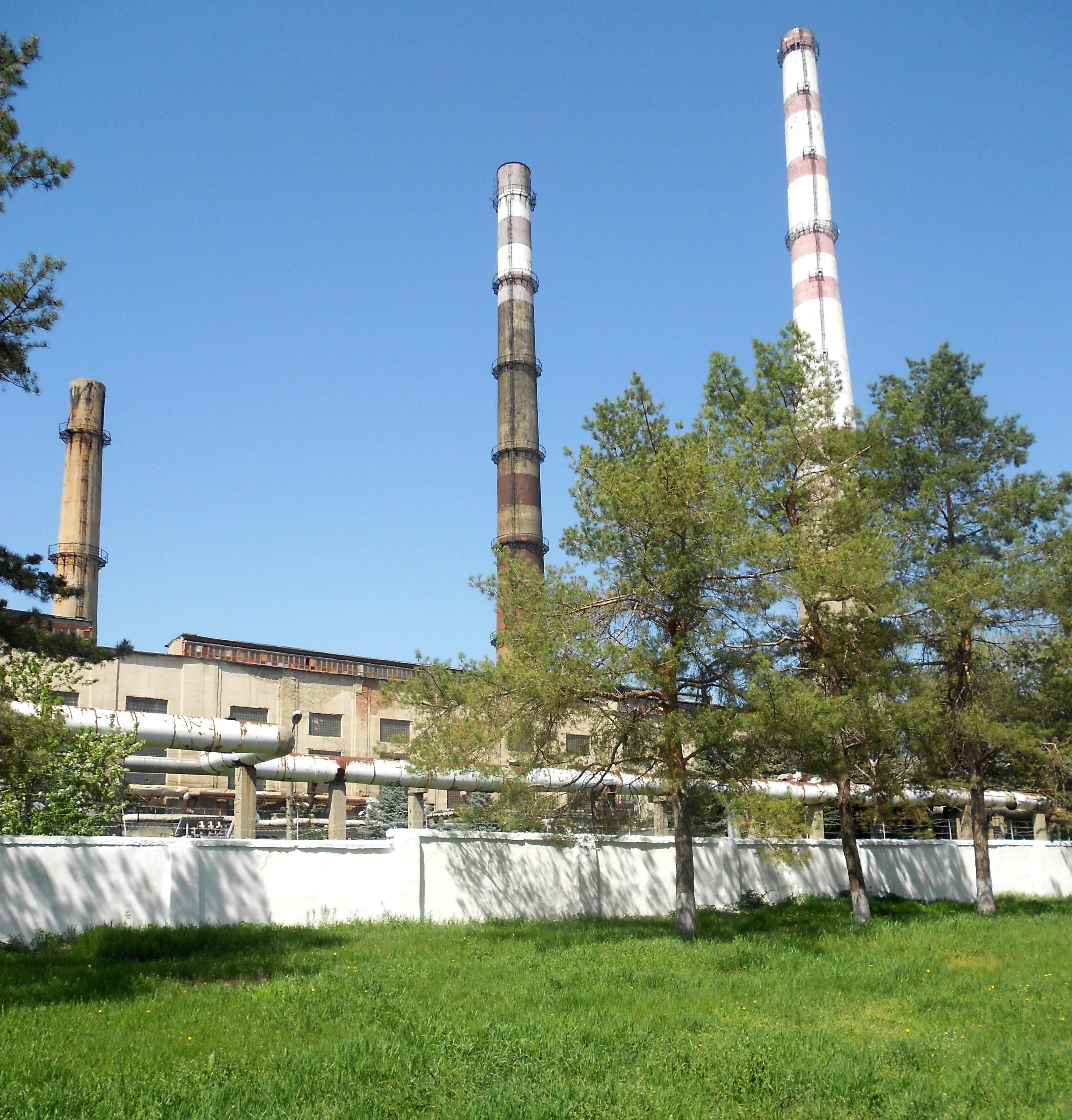
CET-Nord, Bălți

Republica Moldova are o industrie axată mai mult pe industria prelucrătoare (industria alimentară și a băuturilor, fabricarea articolelor de îmbrăcăminte, produselor textile, etc), producția de mașini și aparate electrice, producția de produse din minerale nemetalifere, industria extractivă, ș. a. 
Ca rezultat a prăbușirii Uniunii Sovietice industria Republicii Moldova a stagnat continuu pe o perioada de 10 ani (1991 - 2001), după care s-au înregistrat trenduri pozitive (excepție 2009).

## Industria energetică
În anul 2014, necesarul intern de gaze al Republicii Moldova se ridica la 1,1 miliarde de metri cubi pe an.
Regiunea separatistă Transnistria mai consumă și ea încă un miliard de metri cubi anual.
Tot acest necesar de gaze este importat de la firma rusească Gazprom.

## Statistică

### Structura producției industriale
Struct. producției în 2016:
     Industrie prelucrătoare (83,5%)
     Energie electrică și termică (10,9%)
     Distribuția apei și salubritate (3,8%)
     Industrie extractivă (1,8%)
Struct. producției în 2015:
     Industrie prelucrătoare (87,5%)
     Energie electrică și termică (11,1%)
     Industrie extractivă (1,4%)
| An   | Valoarea producției fabricate (mln. lei) | Industrie prelucrătoare | Energie electrică și termică | Distribuția apei și salubritate | Industrie extractivă | Creșt/desc. per ansamblu |
| ---- | ---------------------------------------- | ----------------------- | ---------------------------- | ------------------------------- | -------------------- | ------------------------ |
| 2015 | ▬20 770,2                                | 87.5%                   | 11.1%                        | –                               | 1.4%                 | ▬                        |
| 2016 | ▲22 370,7                                | 87.0%                   | 11.0%                        | –                               | 2.0%                 | ▲7,7%                    |
| 2017 | ▲26 173,5                                | 85.3%                   | 12.6%                        | –                               | 2.1%                 | ▲17,0%                   |
| 2018 | ▲29 988,4                                | 84.3%                   | 13.5%                        | –                               | 2.2%                 | ▲14,6%                   |
| 2019 | ▼22 643,9                                | 79.8%                   | 18.3%                        | –                               | 1.9%                 | ▼32,4%                   |
|      |                                          |                         |                              |                                 |                      |                          |
|      |                                          |                         |                              |                                 |                      |                          |
|      |                                          |                         |                              |                                 |                      |                          |
|      |                                          |                         |                              |                                 |                      |                          |
|      |                                          |                         |                              |                                 |                      |                          |

- 2014 = date preliminare

- Surse:[2][3]